# Adela Micha
Adela Micha Zaga (Ciudad de México, 25 de mayo de 1963) es una periodista, conductora y comunicadora mexicana que ha trabajado en televisión, radio, prensa escrita y recientemente, internet. Es especialmente conocida por sus noticieros como por sus entrevistas a una amplia gama de personalidades del mundo de la política, el entretenimiento y el deporte.

## Trayectoria
Es egresada de la ahora extinta Universidad del Nuevo Mundo con una licenciatura en Ciencias de la Información. Ha conducido, dirigido y producido distintos noticieros en la empresa mexicana Televisa, entre los que destacan Eco-México, Visión A. M. el noticiero en canal 9 y En contraste. Fue titular del noticiero Por Adela en canal 9 Galatv. Y, en la radio, Al aire en XEW y Panorama informativo, en Grupo Acir. Tuvo también la conducción del noticiario Imagen informativa, primera edición en Grupo Imagen. 
Adela fue invitada como parte del panel de analistas del programa Tercer grado en su primera emisión, compartiendo pantalla con importantes periodistas mexicanos como lo son Joaquín López-Dóriga, Carlos Loret de Mola, Denise Maerker, Ciro Gómez Leyva, Carlos Marín y Víctor Trujillo. 
En 2016, tras su salida de Televisa, incursionó en los medios digitales fundando La Saga by Adela Micha, donde entrevista a personalidades y políticos de México y el mundo haciendo transmisiones por YouTube y Facebook en un programa llamado "Saga Live". A su vez, colaboró con El Financiero Bloomberg, donde tuvo un espacio semanal llamado «En EF y por Adela». 
Posteriormente, comenzó a conducir el programa de radio "Me lo Dijo Adela" por Heraldo Radio el cual pasó a ser a su vez un programa de televisión. En 2022 se despidió del Heraldo TV para emitir el programa "Me lo Dijo Adela" por medio de su propio canal de Youtube, "La Saga" transmitido desde nuevas instalaciones propias que desarrolló Adela como empresaria. 
En los últimos quince años, ha conducido y dirigido noticieros y programas periodísticos de su propio diseño: Somos o nos hacemos, de análisis y temas de actualidad; «De revista» en Hoy, y Mujeres trabajando en el canal ECO. Asimismo, en 2002 y 2003, fue presentadora del espectáculo de telerrealidad Big Brother (México) en su primera y segunda edición respectivamente.
Ha dirigido programas especiales, como El hilo negro, Jaime Sabines y "El oscuro secreto de la gloria", entre otros, sobre la vida de las mujeres indígenas en distintas comunidades del país. 
Ha realizado reportajes en Washington y en Asia durante la gira a la que fue en calidad de invitada especial del presidente Vicente Fox. 
Además de su trabajo en la conducción, también ha sido la imagen de marcas como las cremas cosméticas Cicatricure y la cadena de supermercados Bodega Aurrera.

## Presencia en Medios
| Año           | Programa                               | Rol                    | Producción (Canal)                                                           | Medio                         |
| ------------- | -------------------------------------- | ---------------------- | ---------------------------------------------------------------------------- | ----------------------------- |
| 1988-1999     | Noticieros ECO                         | Reportera / Conductora | Televisa (ECO)                                                               | Televisión                    |
| 2000-2001     | ¡Cuidado!... Mujeres trabajando        | Conductora Titular     | Televisa (Canal 4, Canal 9 y ECO)                                            | Televisión                    |
| 2001          | ¿Somos o nos hacemos?                  | Conductora Titular     | Televisa                                                                     | Televisión                    |
| 2001-2002     | Visión AM                              | Coconductora           | Televisa (Canal 4 y Canal 9)                                                 | Televisión                    |
| 2001-2004     | Panorama Informativo (Segunda emisión) | Conductora Titular     | Grupo ACIR (88.9 FM)                                                         | Radio                         |
| 2002-2004     | En contraste                           | Coconductora           | Televisa (Canal 2)                                                           | Televisión                    |
| 2002 y 2003   | Big Brother (1.ª y 2.ª edición)        | Conductora             | Televisa y Endemol México (Canal 2)                                          | Televisión                    |
| 2004-2014     | Imagen Informativa (Segunda emisión)   | Conductora Titular     | Imagen Radio (90.5 FM)                                                       | Radio                         |
| 2004-2016     | Las noticias por Adela                 | Conductora Titular     | Televisa (4TV, 2004-2007; Galavisión/Gala TV, 2007-2016; Foro TV, 2010-2011) | Televisión                    |
| 2006-2014     | Tercer Grado                           | Periodista Invitada    | Televisa (Canal 2)                                                           | Televisión                    |
| 2013-2016     | La entrevista por Adela                | Entrevistadora         | Televisa (Canal 2)                                                           | Televisión                    |
| 2014-2016     | Imagen Informativa (Primera edición)   | Conductora Titular     | Imagen Radio (90.5 FM)                                                       | Radio                         |
| 2017-2020     | En EF y por Adela                      | Entrevistadora         | El Financiero Bloomberg                                                      | Televisión / Internet         |
| 2017-presente | Saga Live                              | Entrevistadora         | La Saga                                                                      | Internet                      |
| 2019-presente | Me lo dijo Adela                       | Conductora Titular     | El Heraldo Radio y TV (98.5 FM, 2019-2022; Canal 8, 2021-2022)               | Radio / Televisión / Internet |
| 2023-presente | Solo por Adela                         | Conductora Titular     | La Saga                                                                      | Internet                      |

## Distinciones
- Premio Nacional de Periodismo 1999 “Rosario Castellanos”, por los programas: “¡Cuidado…! Mujeres trabajando” y “¿Somos o nos hacemos?”
- Premio Nacional de Periodismo otorgado por El Club de periodistas de México, A.C. por su trabajo en 1999.
- Laurel de Oro 2001 por su labor periodística.

## Controversias

### Pagos del Gobierno del Estado de México por conferencias
El semanario político Proceso publicó un artículo en donde se demuestra que el Gobierno del Estado de México pagó trescientos cincuenta mil pesos en marzo de 2012 a Micha por impartir una conferencia de una hora de duración en el Valle de Chalco, una de las zonas más pobres de la demarcación.[cita requerida]

### Incidente con el movimiento #YoSoy132
El 30 de septiembre de 2012, Adela Micha recibió el título de doctorado honoris causa de la Universidad Popular Autónoma de Veracruz, donde presuntos simpatizantes del movimiento YoSoy132 le agredieron lanzándole huevos, argumentando un supuesto favoritismo de ella y Televisa hacia el candidato presidencial Enrique Peña Nieto. Micha respondió en su cuenta de Twitter: «Gracias a todos en Veracruz! Estuvo de huevos!!!» [sic].

### Chat con el presidente del PRI para pedir apoyo económico
En octubre de 2022, la gobernadora de Campeche, Layda Sansores, publicó una serie de conversaciones en donde Adela Micha pide apoyo económico al presidente del Partido Revolucionario Institucional, Alejandro Moreno. La comunicadora respondió a la gobernadora mediante su programa en internet diciendo que las conversaciones estaban alteradas y que la publicación obedece a una revancha por haberla criticado en sus editoriales.